# IC 510
IC 510 је спирална галаксија у сазвјежђу Хидра која се налази на листи објеката дубоког неба у Индекс каталогу.
Деклинација објекта је - 2° 9' 44" а ректасцензија 8h 32m 10,9s. Привидна величина (магнитуда) објекта IC 510 износи 13,9 а фотографска магнитуда 14,7. IC 510 је још познат и под ознакама UGC 4460, MCG 0-22-15, CGCG 4-46, PGC 23940.